# Vanilla acuminata
Vanilla acuminata ist eine Pflanzenart aus der Gattung Vanille (Vanilla) in der Familie der Orchideen (Orchidaceae). Sie wächst als Kletterpflanze im tropischen Afrika.

## Beschreibung
Vanilla acuminata ist eine immergrüne Kletterpflanze mit dünnem, biegsamem Spross. Die Blätter stehen in Abständen von sechs bis zehn Zentimeter am Spross, sie sind lanzettlich, an der Basis mit einem 1,5 bis zwei Zentimeter langen Blattstiel, vorne mit lang ausgezogener Spitze endend. Sie werden zehn bis  25 Zentimeter lang und zwei bis drei Zentimeter breit.
Der unverzweigte Blütenstand ist 2,5 bis vier Zentimeter lang. Die Tragblätter sind länglich-oval, meist nur 0,2 bis 0,5 Zentimeter groß, selten auch laubblattartig und bis einen Zentimeter groß. Die Blüten sind cremeweiß bis gelblich. Die Sepalen sind lanzettlich und werden 1,2 bis 1,5 Zentimeter lang; das dorsale Sepal misst in der Breite 3,5 bis vier Millimeter, die seitlichen Sepalen werden etwas breiter. Die ebenfalls lanzettlichen Petalen bleiben mit 1,2 × 0,3 Zentimeter kleiner, sie sind auf der Außenseite gekielt. Die Lippe ist dreilappig, etwa einen Zentimeter lang, mittig mit einem nur schwach entwickelten, braunen Anhängsel. Die Form der Lippe ist länglich, sie endet stumpf mit einer aufgesetzten Spitze. Die keulenförmige Säule ist 0,7 bis 0,8 Zentimeter lang, sie ist mit den Seitenlappen der Lippe verwachsen. Die Kapselfrucht ist schmal und etwa fünf Zentimeter lang. Die Früchte von Vanilla acuminata reifen von Mai bis Juli.

## Verbreitung
Vanilla acuminata besiedelt ein kleines Areal im westlichen tropischen Afrika, sie kommt nur in Gabun und in der Demokratischen Republik Kongo vor. Die Fundorte liegen im Schatten feuchter Wälder.

## Systematik und botanische Geschichte
Vanilla acuminata wurde 1896 von Robert Allen Rolfe in Journal of the Linnean Society. Botany Band 32, Seite 456 erstbeschrieben.
Innerhalb der Gattung Vanilla wird Vanilla abundiflora in die Untergattung Xanata und dort in die Sektion Thethya, die sämtliche Arten der Paläotropis enthält, eingeordnet. Soto Arenas und Cribb vergleichen sie mit Vanilla africana, insbesondere kräftige Exemplare von Vanilla acuminata können kaum von Vanilla africana unterschieden werden. Die zur Unterscheidung wichtige Lippe fehlt beim Typusexemplar. Laut Portères ähnelt sie weiteren afrikanischen Vanille-Arten, neben Vanilla africana auch Vanilla cucullata und Vanilla ramosa.